# 朱惠照
朱惠照（1903年8月－1971年），广东台山人，热力机械专家、二级教授。

## 生平
1930年畢業於美國伊利諾伊大學；后返回中国，历任上海睿浦总局技工、广州士敏土厂工程师、广西大学教授、中山大学教授。1945年，任广州造船厂厂长。1951年至1952年期间兼任解放军广州海军后勤部机械工程顾问和华南联合大学教授:147。
1952年高校调整期间，調入華南工學院（现华南理工大学），任机械系首位系主任，并被评为二级教授。1955年起，多次任华南工学院院务委员会委员:25。1959年3月，华南工学院为了向海军培养人才而成立造船系，朱任系主任:379。其在华工任教期间，当选第一、第二、第三届广东省政协委员:98，亦兼任科协广东分会常务委员、广东省机械学会理事和广东造船学会理事:148。

## 学术成就
朱惠照长期在高校从事蒸汽机、气轮机的教学和研究。主讲热力学、蒸汽机、透平机、汽锅、原动力厂设计、机车学、机械零件等课程，曾多次协助生产部门解决蒸汽机、锅炉、汽锅通风等技术问题，在华南工程界有一定声望:148。

## 著作
- 《工业机械》：1937年由国立中山大学出版部印行为课本[4]。